# Institut Raymond-Lulle
L'Institut Raymond-Lulle (en catalan Institut Ramon Llull, IRL) est une organisation culturelle dépendant de la Généralité de Catalogne de la municipalité de Barcelone et du Gouvernement Baléare créée en 2002 en vue de « promouvoir la langue et la culture catalane à l'international ».

## Présentation
Son nom provient de Raymond Lulle, philosophe et auteur majorquin de langue catalane du XIIIe siècle.
La structure intègre depuis le 5 avril 2002 la Généralité de Catalogne et la Communauté autonome des îles Baléares. Les activités de l'Institut s'articulent autour de l'organisation de cours de catalan, d'examens et de certificats de langue, de travaux de traductions et de subventions afin de promouvoir la littérature catalane hors de Catalogne, de soutien aux travaux d'artistes et de chercheurs. Les autorités baléares ont quitté l'institut de 2012 à 2016.
Le siège de l'organisation est à Barcelone et il a été partagé avec Palma.
Le gouvernement d'Andorre est également associé aux actions de l'institut par le biais de la fondation andorrane « Fundació Ramon Llull (ca) ».